# Operatie Foxley

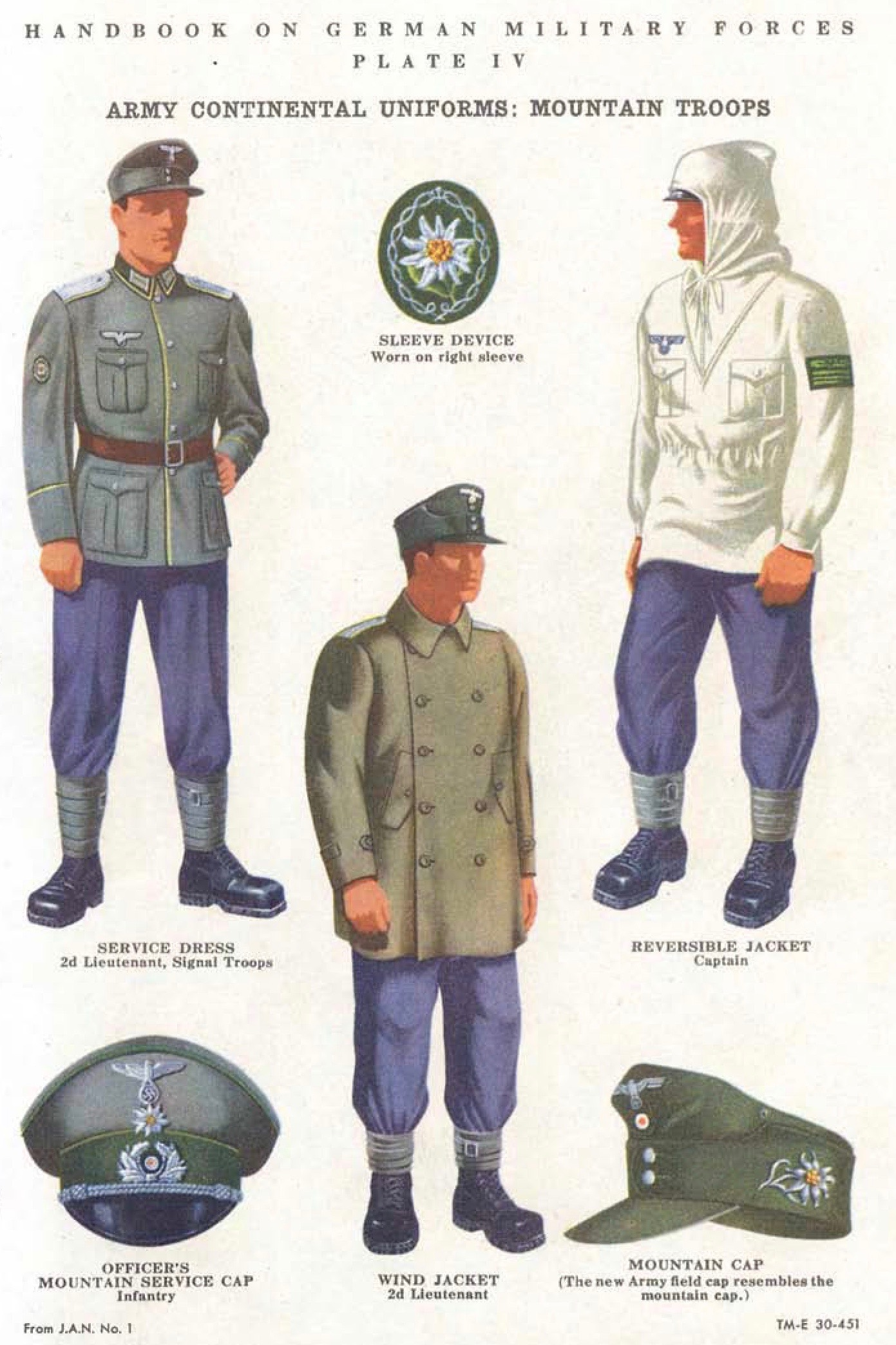
In deze uniformen zouden de moordenaars zich vermommen.

Operatie Foxley was een in november 1944 uitgewerkt plan een aanslag te plegen op het leven van Adolf Hitler. Het plan was gesmeed door de Britse Special Operations Executive (SOE) maar werd nooit uitgevoerd. Het plan was om Hitler neer te schieten tijdens een van zijn bezoeken aan Berghof.

## Eerdere plannen
Een van de eerste Britse plannen om een aanslag op Hitler te plegen, was om de trein waarin hij zat op te blazen. De SOE had erg veel ervaring met het laten ontsporen van treinen door middel van explosieven. Dit plan werd echter losgelaten vanwege Hitlers onregelmatig en onvoorspelbare schema.
Een ander plan was om een smaakloos, dodelijk gif in de watervoorraad van Hitlers trein te doen. Dit plan werd echter al snel te moeilijk bevonden, omdat men een insider nodig had.

## Aanvalsplan
Het plan steunde op het inzetten van een sluipschutter. In de zomer van 1944 werd in Normandië een Duitse soldaat gevangengenomen die deel had uitgemaakt van de bewakingseenheid van de Berghof. Deze onthulde dat Hitler bij zijn verblijf in de Berghof elke morgen even na 10 uur een wandeltocht van ongeveer 20 minuten uitvoerde. Hitler stond erop deze wandeling alleen te maken en was onbeschermd en uit het zicht van de wachtposten waar het wandelpad de boomgrens van enkele bossen naderde. Bij Hitlers aanwezigheid in de Berghof wapperde daar een nazivlag, zichtbaar vanuit een café in het dichtstbij gelegen dorp.
Een scherpschutter werd opgeleid om in soortgelijke omstandigheden te vuren met een accurater gemaakte versie van een Mauser Karabiner 98k, het standaard wapen van de Wehrmacht. Een vlot Duits sprekende Pool kon hem begeleiden. De oom van een gevangengenomen soldaat, Heidentaler, leefde in Salzburg op 20 km van Berghof en was antinazi. Hij oefende regelmatig op 16 km van Berghof. Heidentaler kon optreden als verkenner in het dorp en de met parachute gedropte scherpschutter en begeleider naar de locatie leiden.
Luitenant-kolonel Ronald Thornley, adjunct hoofd van de Duitse operaties van de SOE, was sceptisch over het plan. Hitler werd eind 1944 gezien als een zwak strateeg die bij uitschakeling vervangen zou kunnen worden door een sterkere militaire figuur. Thornley overwoog ook dat indien Hitler werd vermoord, hij voor sommige Duitsers een martelaar zou worden, die Duitsland toch tot de overwinning zou gebracht hebben indien hij nog zou geleefd hebben. Met het oog op het doel niet enkel Duitsland te verslaan, maar ook het nationaalsocialisme uit te roeien, was dit een ongewenste mogelijkheid. Toch steunden SOE-hoofd Gerald Templer en premier Winston Churchill, twee jaar na de tol die de succesvolle Operatie Anthropoid had geëist, de uitwerking van het plan.
Een andere zwakte van het plan was het gebrek aan informatie over Hitlers agenda. Gegeven dat Hitler de Berghof op 14 juli 1944 voor de laatste maal verliet om er tot zijn zelfmoord in Berlijn op 30 april 1945 niet meer terug te keren, had de operatie indien ontplooid, nooit tot succes kunnen leiden.